# Všehrdy (district de Chomutov)
Pour les articles homonymes, voir Všehrdy.
Všehrdy (en allemand : Tschern) est une commune du district de Chomutov, dans la région d'Ústí nad Labem, en République tchèque. Sa population s'élevait à 156 habitants en 2023.

## Géographie
Všehrdy se trouve à 7 km au sud-est de Chomutov, à 50 km au sud-ouest d'Ústí nad Labem et à 80 km au nord-ouest de Prague.
La commune est limitée par Údlice au nord, par Nezabylice à l'est, par Hrušovany au sud-est, par Březno au sud et par Droužkovice à l'ouest.

## Histoire
La première mention écrite du village de Všehrdy remonte à 1295.

## Galerie

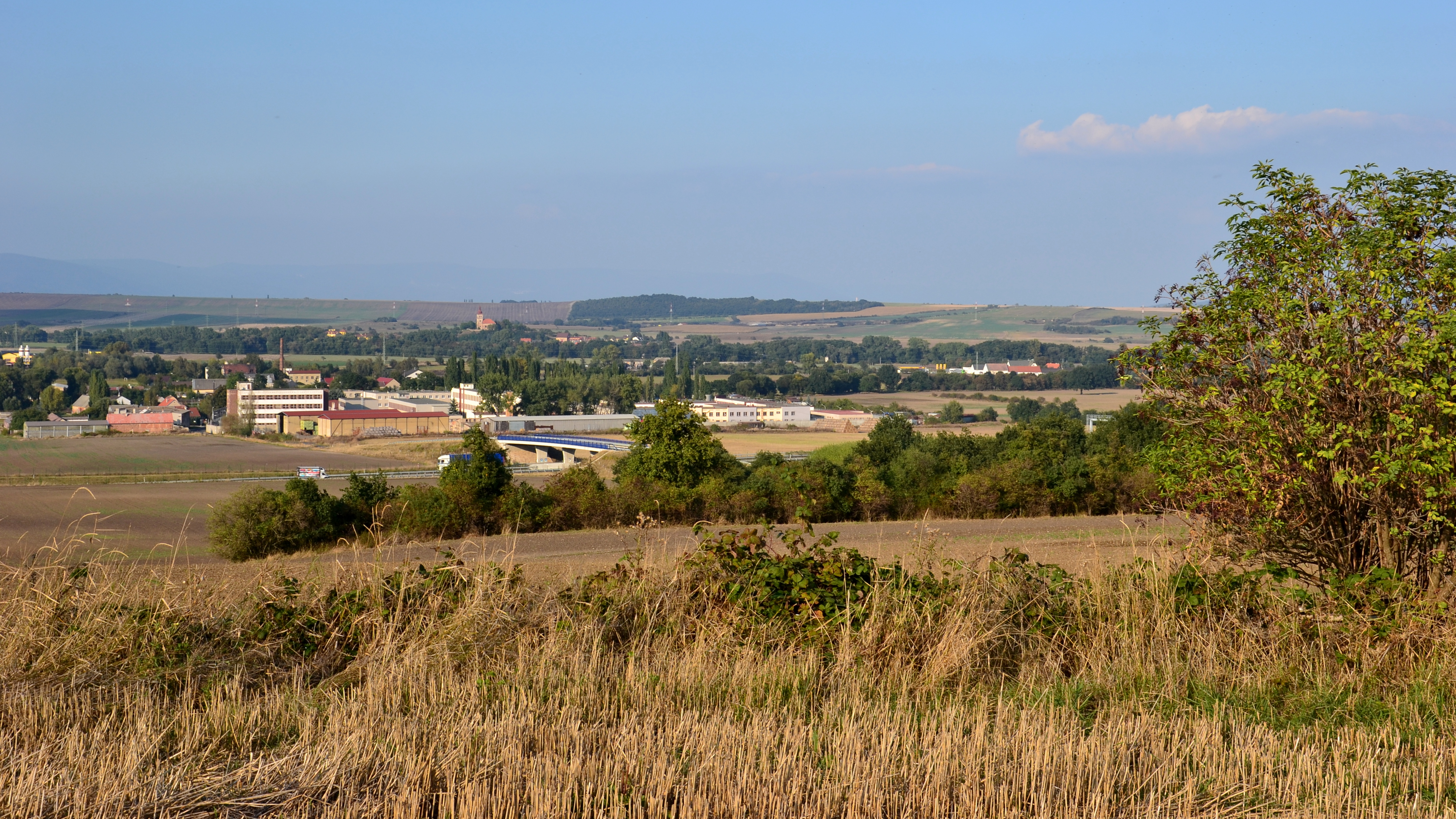
Všehrdy : vue générale.
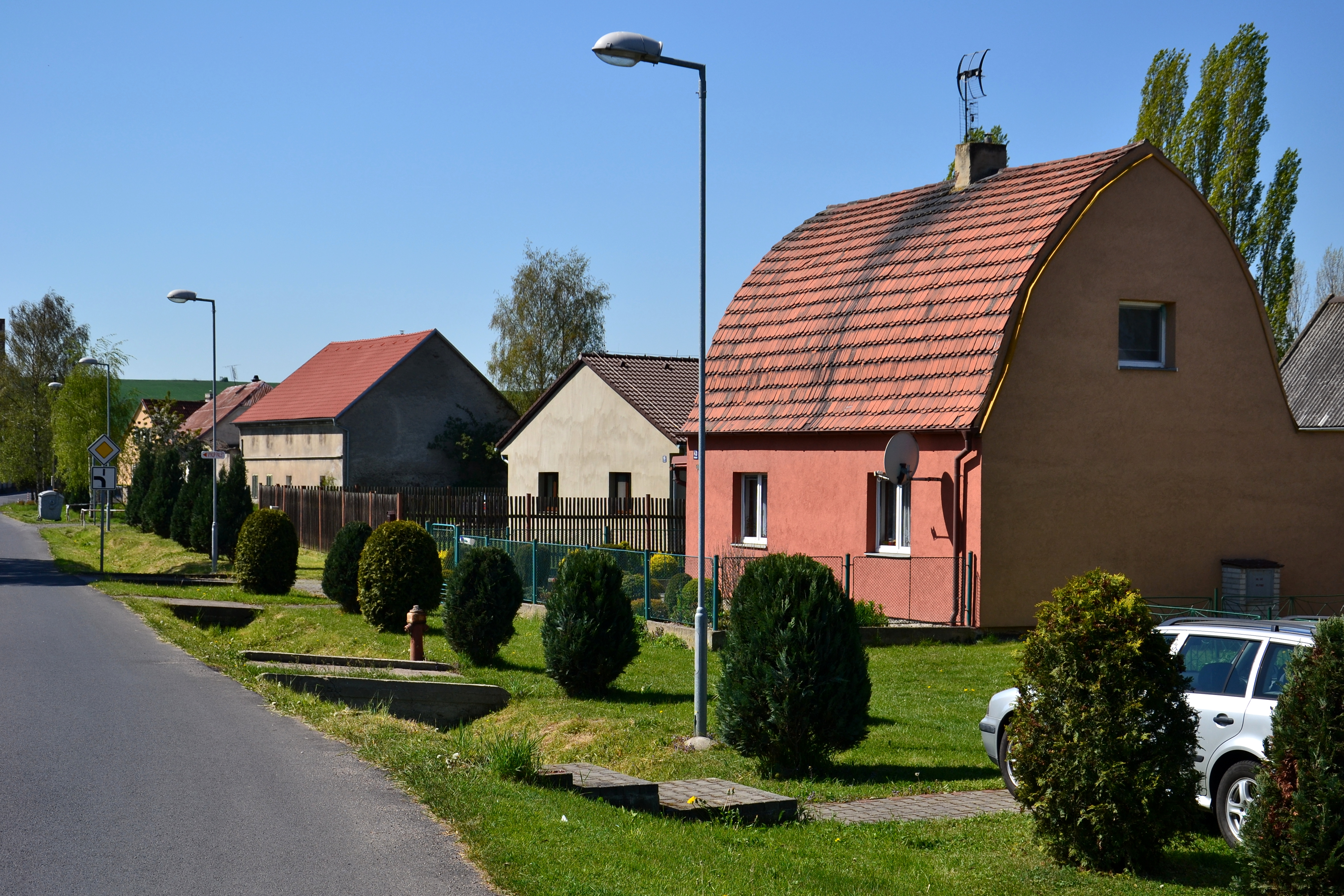
Maisons à Všehrdy.

## Transports
Par la route, Všehrdy se trouve à 6 km de Chomutov, à 69 km d'Ústí nad Labem et à 95 km de Prague.